# Centrale aux Outardes-3
La centrale aux Outardes-3 est une centrale hydroélectrique et un barrage érigés sur la Rivière aux Outardes par Hydro-Québec, à Rivière-aux-Outardes, sur la Côte-Nord, au Québec. Cette centrale, d'une puissance installée de 1 026 MW, a été mise en service en 1969 dans le cadre du projet Manic-Outardes.
À l'origine, cette centrale avait une capacité de 756 MW. Un projet de modernisation des équipements de production réalisé entre 2002 à 2006 a permis d'en augmenter la puissance de 250 MW. Le projet a été réalisé au coût de 200 millions $.